# 大木田守
大木田 守（おおきた まもる）は、公明党の元東京都議会議員で支持母体創価学会傘下の聖教新聞編集局次長を歴任。

## 経歴
1981年7月東京都議選・北区選挙区に公明党から出馬し初当選（5回）この間党東京都委員会にて文化局次長、副書記長を歴任。
1994年12月公明分党で参議院非改選期11人と地方議員3200人と公明結成に参加し藤井富雄代表の下で党政策局長（政策審議会長）に就任。
1997年政審会長を退任（後任に及川順郎が内定）。
1998年11月衆参統一の公明党の復活に参加。
2001年6月東京都議選で小泉ブームに肖り2位で連続5回目の当選。
2005年6月政界引退（地盤を大松成に譲る）。